# Phaecasiophora confixana
Phaecasiophora confixana es una especie de polilla del género Phaecasiophora, tribu Olethreutini, familia Tortricidae. Fue descrita científicamente por Walker en 1863.
La envergadura es de unos 17-20 milímetros. Se distribuye por América del Norte: Estados Unidos.